# Paz López
Paz Esteban López (Madrid, 1958) è una funzionaria spagnola, direttore del Centro di intelligence spagnolo dal 5 febbraio 2020 all'11 maggio 2022 e ad interim dal 6 luglio 2019. È la prima donna a ricoprire questo incarico.  In precedenza, tra giugno 2017 e febbraio 2020, è stata segretario generale del CNI..
Altra importante carica in cui ha prestato servizio all'interno del Centro di intelligence è quella di direttore del Gabinetto Tecnico del Direttore del CNI tra il 2010 e il 2017.

## Biografia
López è nata a Madrid nel 1958, ha completato gli studi superiori presso l'Università Autonoma di Madrid, dove si è laureato in Filosofia e Lettere nel maggio 1978, specializzazione in storia antica e medioevale.  Dopo la laurea, ha iniziato a preparare il concorso per archivi e biblioteche ufficiali. Tuttavia, un parente di suo padre le propose di candidarsi per un lavoro in un "Ministero", che si rivelò essere il servizio di intelligence spagnolo, in quel momento CESID.

### Centro nazionale di intelligence
È entrata a far parte del Centro Superior de Información de la Defensa (CESID) nel 1983, durante il mandato del generale Emilio Alonso Manglano. Si è specializzata nell'intelligence straniera, anche se non ha mai lavorato come agente sul campo e i suoi primi lavori all'interno del servizio di intelligence sono stati i rapporti sulla permanenza della Spagna nella NATO, prima del referendum del 1986. Ha anche preparato, come analista, rapporti sugli attacchi dell'11 settembre.
Fino al 2004 ha ricoperto incarichi incentrati sull'intelligence straniera e, a partire da quest'anno, è stato promossa a organi di governo. Nel 2010 il direttore Sanz Roldán l'ha nominata capo del suo Gabinetto Tecnico, carica che ha ricoperto fino al giugno 2017, dopo le dimissioni di Beatriz Méndez de Vigo, quando il Consiglio dei Ministri l'ha nominata Segretario Generale del CNI, la seconda carica più alta dopo il Direttore stesso.